# Wyspa umarłych (powieść)
Wyspa Umarłych (tyt. oryg. Isle of the Dead) jest pierwszą powieścią z dwutomowego, spaceoperowego cyklu z elementami fantasy (drugi tom to Umrzeć w Italbarze), którego autorem jest Roger Zelazny. Zdaniem niektórych fanów i krytyków cykl ten jest powiązany z Kronikami Amberu.

## Fabuła
Głównym bohaterem cyklu (acz w Umrzeć w Italbarze pojawia się w tle fabuły) jest Francis Sandow – Noszący Imię - jedyny człowiek obdarzony mocą Pei'ańskigo bóstwa (Pei'anie to stara cywilizacja pozaziemska wyznająca religię politeistyczną) i przez owo bóstwo „opętywany”. Architekt planetarny wykorzystujący swą boską moc do dokonywania siłą woli terraformingu, znany biznesmen, najbogatszy człowiek w galaktyce. w Wyspie Umarłych musi on stawić czoła Pei'aninowi, który miał nadzieję zyskać moc i pozycję posiadaną przez Sandowa. (Stanie się Noszącym Imię to efekt długiego treningu i ostrej selekcji.) Zyskawszy zaś moc innego bóstwa postanowił użyć jej w celu dokonania zemsty (w kulturze pei'ańskiej uchodzącej za formę „sztuki”) na „uzurpatorze” Sandowie.